# Ün (digramme)
Cette page contient des caractères spéciaux ou non latins. S’ils s’affichent mal (▯, ?, etc.), consultez la page d’aide Unicode.
Ün (minuscule ün) est un digramme de l'alphabet latin composé d'un U tréma (Ü) et d'un N.

## Linguistique
- En pinyin tibétain, le digramme « ün » correspond à [ỹ].

## Représentation informatique
Comme la majorité des digrammes, il n'existe aucun encodage de Üh sous un seul signe, il est toujours réalisé en accolant un U tréma (Ü) et un N,.